# De sollertia animalium
De sollertia animalium (Sull'intelligenza degli animali - Πότερα τῶν ζῴων φρονιμώτερα τὰ χερσαία ἢ τὰ ἔνυδρα) è il titolo latino con cui è noto un dialogo di Plutarco nei Moralia.

## Struttura e temi
Due interlocutori, Aristotimo e Fedimo, difendono con convinzione rispettivamente l’intelligenza profonda degli animali di terra e di aria e quella degli animali marini. Tale lode arriva sino all’ammirazione e alla sacralizzazione degli animali. Nella prima parte (capitoli 1-8), l'autore dimostra attraverso la voce autoritaria del proprio padre che gli stoici, in quanto affermano l'irrazionalità degli animali, contraddicono i propri principi. La seconda parte dimostra che gli animali di ogni specie sono razionali (capitoli 9-36); l'ultima breve sezione, pur rifiutando di assegnare i primi riconoscimenti nel dibattito, sembra contenere l'esortazione di Plutarco ai suoi allievi a continuare la polemica contro gli stoici. Infatti Soclaro, che ha ascoltato Aristonimo e Fedimo, afferma che «collegando i vostri discorsi contrapposti, entrambi lotterete insieme validamente contro chi priva gli animali di ragione e di intelligenza». 
Emerge in questo modo la contraddizione logica e retorica in tutto il dialogo, che consiste nel fatto che gli animali, così efficacemente descritti, dei quali si dimostrano con vari esempi la sensibilità, l’intelligenza, la nobiltà dei comportamenti, vengano lodati da coloro che però difendono poi la caccia che a loro viene data. Probabilmente è un effetto voluto da Plutarco, che – per bocca di Fedimo – riconosce l’universalità della lotta, della violenza e della morte nel mondo dei viventi, di tutti gli animali: «E la natura ha creato per loro tale ciclo e tale avvicendarsi di reciproci inseguimenti e fughe come esercizio e pratica di competizione per l’abilità e l’intelligenza». 